# Colin Kapp
Colin Kapp (3 aprile 1928 – 3 agosto 2007) è stato uno scrittore di fantascienza britannico.

## Biografia
Di professione esperto in elettronica, Colin Kapp esordisce nell'editoria nel 1958 sulla rivista britannica di fantascienza New Worlds, e raggiunge la notorietà nel 1964 quando pubblica Gli orrori del transfinito sulla stessa rivista, la cui direzione è nel frattempo stata assunta da Michael Moorcock.

## Opere
(parziale)

### Serie di Cageworld
1. Search for the Sun! (1982; conosciuto anche come Cageworld)
2. The Lost Worlds of Cronus (1982)
3. The Tyrant of Hades (1984)
4. Star Search (1984)

### Serie del Caos
- La memoria dello spazio (The Patterns of Chaos, 1972), traduzione di Paulette Peroni, Cosmo. Collana di Fantascienza 29, Editrice Nord, 1974; come La Galassia brucia!, traduzione di Vittorio Curtoni, Urania 769, Arnoldo Mondadori Editore, 1979
- L'arma del caos (The Chaos Weapon, 1977), traduzione di Giampaolo Cossato e Sandro Sandrelli, Cosmo. Collana di Fantascienza 91, Editrice Nord, 1979; I Reprint di Fantascienza 4, Editrice Nord, 1984

### Altri romanzi
- Gli orrori del transfinito (The Dark Mind, 1964; conosciuto anche come Transfinite Man), traduzione di Delio Zinoni, Urania 816, Arnoldo Mondadori Editore, 1979
- The Wizard of Anharitte (1973)
- The Survival Game (1976)
- Manalone (1977)
- The Ion War (1978)
- The Timewinders (1980)